# 191 (numero)
Centonovantuno (191)  è il numero naturale dopo il 190 e prima del 192.

## Proprietà matematiche
- È un numero dispari.
- È un numero difettivo.
- È un numero primo.
  - È un numero primo di Sophie Germain.
  - È un numero primo di Eisenstein.
- È un numero palindromo.
- È parte della terna pitagorica (191, 18240, 18241).
- È un numero palindromo e un numero ondulante nel sistema numerico decimale, nel sistema di numerazione posizionale a base 6 (515) e in quello a base 9 (232).
- È un numero congruente.
- È un numero odioso.
- È un numero poligonale centrale.

## Astronomia
- 191P/McNaught è una cometa periodica del sistema solare.
- 191 Kolga è un asteroide della fascia principale del sistema solare.
- NGC 191 è una galassia spirale della costellazione della Balena.

## Astronautica
- Cosmos 191 è un satellite artificiale russo.